# Міська та регіональна електричка Ортенау
Regio S-Bahn Ortenau — мережа місцевого залізничного пасажирського транспорту в Ортенау, якою керує SWEG Südwestdeutsche Landesverkehrs-GmbH. 
Центром мережі є станція Оффенбург, яка діє як залізничний вузол між лініями Regio S-Bahn (RS), рештою місцевого залізничного пасажирського транспорту та міжміського залізничного пасажирського транспорту. 
На відміну від інших регіональних мереж S-Bahn, тут не було створено нову мережу, але чинні лінії регіональних поїздів були перейменовані на регіональні лінії S-Bahn. 

## Лінії
| Лінії (з 2024) | Лінії (до 2024) | Маршрут                                                   | Інтервал                                                                        | Рухомий склад                                   | Залізниці                                                |
| -------------- | --------------- | --------------------------------------------------------- | ------------------------------------------------------------------------------- | ----------------------------------------------- | -------------------------------------------------------- |
| RS1            | RB20            | Оффенбург – Гаузах – Шильтах – Фройденштадт-Гол           | 60 хв 30 хв (Оффенбург – Гаузах)                                                | Siemens Mireo Plus B                            | Шварцвальдбан Гаузах — Шильтах Ойтінген-ім-Гау — Шильтах |
| RS 2           | RB20            | (Гаузах –) Оффенбург – Аппенваєр – Оберкірх – Бад-Грісбах | 60 хв                                                                           | Siemens Mireo Plus B                            | Шварцвальдбан Райнтальбан Ренхтальбан                    |
| RS 3           | RB24            | Ахерн – Оттенгофен                                        | 60 хв (Ахерн – Оттенгофен) дві пари поїздів (Ахерн – Оттенгофен)                | Siemens Mireo                                   | Ахертальбан                                              |
| RS 4           | RB25            | Оффенбург – Кель – Страсбург                              | 30 хв (Оффенбург – Страсбург) пара потягів ((до районного шкільного центру))    | Stadler Regio-Shuttle RS 1 Alstom Coradia A TER | Залізниця Аппенваєр — Страсбург                          |
| RS 11          | RB20a           | Гаузах – музей під відкритим небом Гутах – Горнберг       | 60 хв                                                                           | Siemens Mireo Plus B                            | Шварцвальдбан                                            |
| RS 12          | RB22            | Біберах – Оберхармерсбах-Рірсбах                          | 60 хв (Біберах – Оберхармерсбах-Рірсбах) три пари поїздів (Оффенбург – Біберах) | Siemens Mireo Plus B                            | Гамерсбахтальбан                                         |